# Pars pro toto
Pars pro toto ('Latin: [ˈpars proː ˈtoːtoː] ) är en retorisk trop, som på latin betyder ungefär "delen (får gälla) för helheten". Detta begrepp används i tal eller text och utgår ifrån att åhöraren redan på förhand känner till kopplingen mellan delen som representant för den helhet som den refererar till. Delen brukar därför vara ett objekt, namn, plats eller koncept, som antingen är allmänt känt eller fysiskt sammankopplat till den helhet som den därmed får representera. 
Detta begrepp skiljer sig ifrån merism, eftersom merism betyder att en helhet betecknas genom att man nämner två, ofta motsatta delar, som ”himmel och jord” = ”världsalltet”. Den skiljer sig likaledes från metonymi, som enbart använder sig av ett "namnbyte" som en sorts ordlek på ett snarlikt vis såsom pars pro toto. Detta begrepp skiljer sig även ifrån synekdoke eftersom synekdoke kan använda sig av både Pars pro toto som dess motsats, totum pro parte (som alltså gäller för när helheten får representera delen). Ett tydligt exempel på pars pro toto i dagligt tal är när man exempelvis låter ett objekts mest minimala egenskap få representera själva objektet, som exempelvis har du eld?, där eld får betyda tändsticka eller en tändare. Vardagligt slang tenderar alltså ofta vara en form av pars pro toto, eftersom slang ofta använder förenklingar och hänvisar till en gemensam förståelse av språket genom att byta ut ord eller begrepp som en social form av att associera till en gemenskap. 
Utöver objekt så är karaktäristiska egenskaper lika populära i vardagligt tal, såsom: rörelser (att "flyga" istället för åka med ett flygplan): färger (ta den röda på dig idag där den röda jackan åsyftas på grund av sin färg): form (ge mig stickan istället för linjal, där formen räcker för att åhöraren ska koppla vad som åsyftas till) o.s.v. 
Länder, ortsnamn eller platser är de kanske mest frekventa användningsområdena genom Pars pro toto i vardagligt bruk. Vanliga exempel på detta är att säga England istället för Storbritannien, Bryssel istället för EU, Rom istället för romerska imperiet; romerska republiken eller romerska civilisationen som helhet.  

## Motsats
Pars pro toto nämns nästan aldrig enskilt från sin motsats, totum pro parte. Detta beror kanske på att dessa två troper fungerar likadant men behandlar varandras exakta motsatser: alltså gäller totum pro parte när helheten får fungera som representant för delen, även om det är delen man syftar till. Utöver de tydliga likheterna i användningsområde och form så har dock dessa två troper ingenting med varandra och göra, och ska inte blandas ihop. Det är dock väldigt lätt att förväxla dessa två: ofta så kan man bli lurad att tro, att när vi i folkmun säger Amerika men menar USA, så skulle detta vara ett skolexempel på en pars pro toto: men Amerika är den större helheten, eftersom det egentligen syftar till inte bara en utan två hela kontinenter. Alltså är detta exemplet egentligen en totum pro parte.

## Exempel
- England, när egentligen Storbritannien (Förenade Konungariket Storbritannien och Nordirland) avses. London med samma innebörd är däremot en metonym.
- Holland, när egentligen Konungariket Nederländerna avses. Haag eller Amsterdam med samma innebörd är däremot en metonym.
- Amerika, när egentligen Amerikas Förenta Stater avses. Washington, DC med samma innebörd är däremot en metonym.
- Påven eller Vatikanen vanligen när antingen Heliga Stolen eller Romerskt-katolska kyrkan avses. Rom med samma innebörd är däremot en metonym.
- Ryssland istället för Ryska Federationen. Moskva med samma innebörd är däremot en metonym.